# 阮裕
阮裕（？—？），字思曠，東晉陳留郡尉氏縣人。阮放之弟，阮籍的族弟，以爽快無私著稱。

## 生平
初任王敦的主簿，為溧陽令，咸和初年（326年），除尚書郎，隱居會稽郡剡縣，人以為“有肥遁之志”。歷官臨海太守，東陽太守，散騎常侍、國子祭酒、金紫光祿大夫，官至侍中。曾在剡地（今浙江嵊縣一帶）為友焚車，與謝萬兄弟有來往，曾問《四本論》於謝萬。與江惇、長山令王濛，皆一時名士，眾人深相欽重。

## 避諱
劉宋時期，為避宋武帝劉裕名諱，時人多用以字行。

## 家庭

### 子
- 長子阮傭，一作阮牖，字彥倫，官至州主簿[5]，早死。
- 次子阮寧，鄱陽郡太守
- 三子阮普，驃騎將軍府諮議參軍

### 孫
- 阮歆之，阮傭子，官至中領軍
- 阮腆，阮寧長子，官至秘書監
- 阮萬齡，阮寧次子
- 阮長之，阮普子[6]

### 曾孫
- 阮彌之，阮歆之的兒子，與叔父阮萬齡知名於元熙年間。

### 玄孫
- 阮韜[7]